# Acacia ligulata
Acacia ligulata är en ärtväxtart som beskrevs av George Bentham. Acacia ligulata ingår i släktet akacior, och familjen ärtväxter. Inga underarter finns listade i Catalogue of Life.

## Bildgalleri

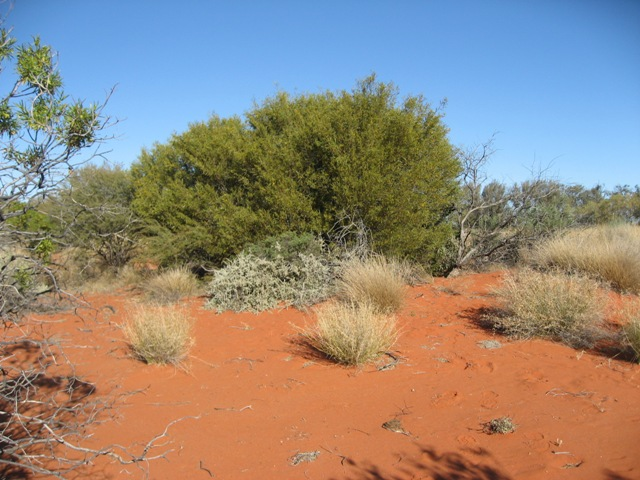
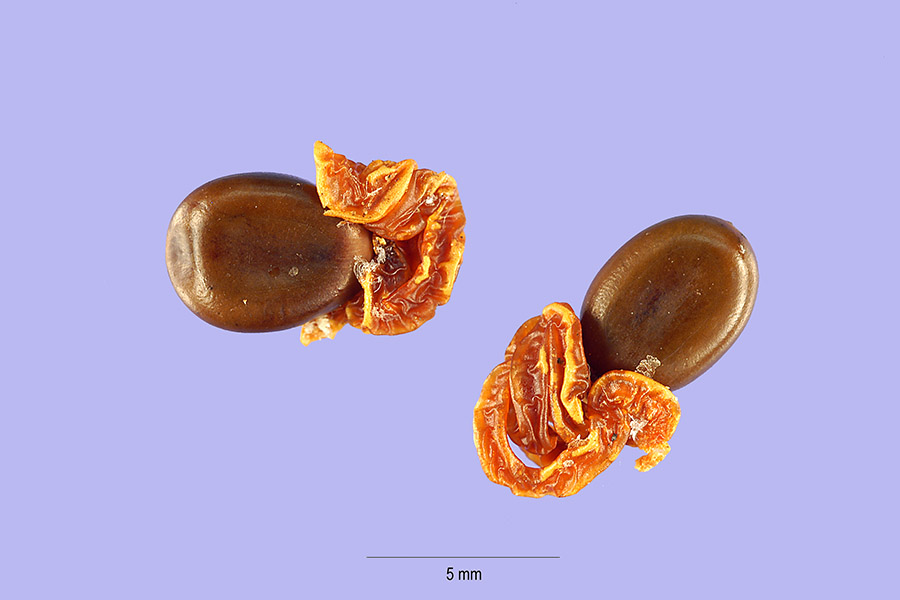
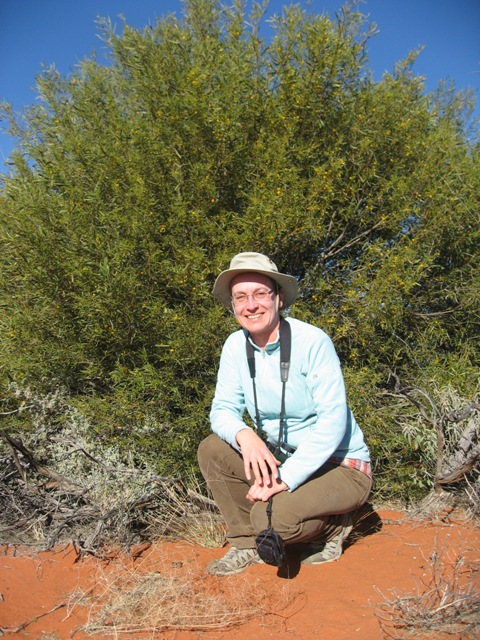
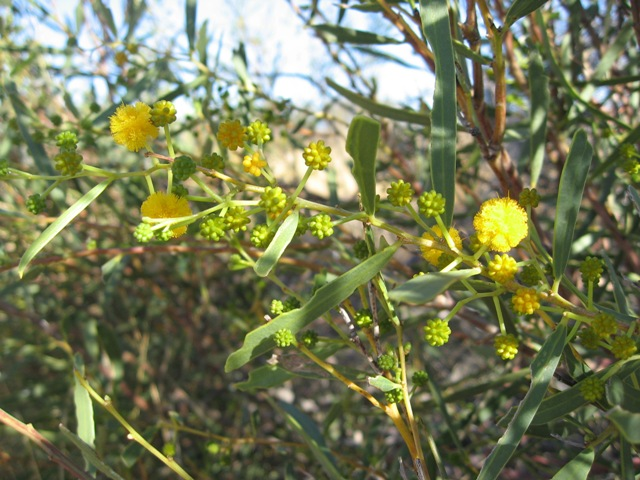
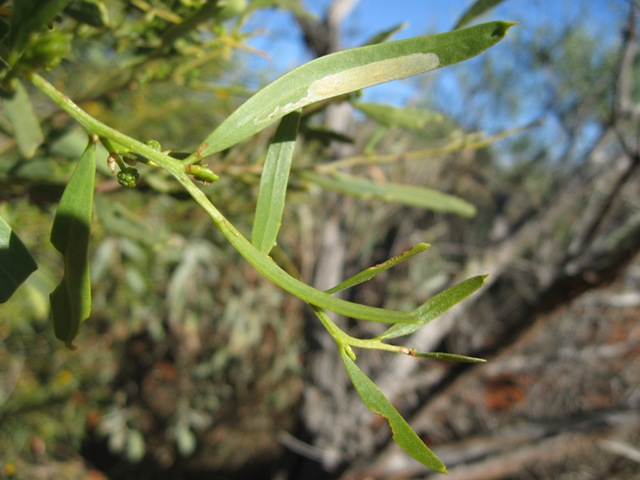